# Koniuszany Wielkie
Koniuszany Wielkie (biał. Вялікія Канюшаны, Wialikija Kaniuszany; ros. Большие Конюшаны, Bolszyje Koniuszany) – wieś na Białorusi, w obwodzie grodzieńskim, w rejonie lidzkim, w sielsowiecie Tarnowszczyzna.

## Historia
W XIX i w początkach XX w. położone były w Rosji, w guberni wileńskiej, w powiecie lidzkim.
W dwudziestoleciu międzywojennym leżały w Polsce, w województwie nowogródzkim, w powiecie lidzkim. Do 11 kwietnia 1929 w gminie Honczary, a po jej zniesieniu w gminie Bielica. W 1921 miejscowość liczyła 345 mieszkańców, zamieszkałych w 66 budynkach, w tym 121 Białorusinów, 96 Polaków, 2 Żydów i 126 osób innej narodowości. 328 mieszkańców było wyznania prawosławnego, 9 mojżeszowego i 8 rzymskokatolickiego.
Po II wojnie światowej w granicach Związku Sowieckiego. Od 1991 w niepodległej Białorusi.